# Klaus Pohle (Jurist)
Klaus Pohle (* 3. November 1937 in Potsdam) ist ein deutscher Jurist, Kaufmann und Manager.

## Werdegang
Pohle studierte ab 1963 an der Harvard University und erhielt einen Master of Laws. Im Jahr 1966 wurde er in Frankfurt promoviert. Anschließend arbeitete er von 1966 bis 1980 für die BASF. Er wurde dann Vorstandsmitglied der Schering AG und war dort von 1982 bis 2003 Finanzvorstand, ab 1989 zusätzlicher stellvertretender Vorstandsvorsitzender. Seit 1986 ist er Honorarprofessor für Wirtschaftsprüfung an der Technischen Universität Berlin. Nach seinem Ausscheiden bei Schering war er bis Ende 2005 Präsident des Deutschen Standardisierungsrates, der bis 2010 das zentrale Gremium des Deutschen Rechnungslegungs Standards Committee war.
Danach betätigte sich Pohle vor allem als Autor wissenschaftlicher Beiträge sowie als Mitglied mehrerer Aufsichtsräte, z. B. bei sanofi-aventis bis 2016. In sämtlichen Aufsichtsräten ist bzw. war er auch Vorsitzender des Bilanzprüfungsausschusses (Audit Committee). Bei der DWS Investment GmbH war Pohle bis zum 2. April 2009 Mitglied des Aufsichtsrates.
Klaus Pohle ist seit 1964 mit der über einen Grad als Lic. phil. verfügenden Carmen Pohle, geborene Mendez Alvaredo, verheiratet, hat drei Kinder (Johannes, Alexandra und Veronica) und lebt in Berlin. Seit 1957 ist er Mitglied des Corps Rhenania Tübingen.